# Lekcjonarz 10
Lekcjonarz 10 (według numeracji Gregory-Aland), oznaczany przy pomocy siglum ℓ 10 – rękopis Nowego Testamentu pisany minuskułą na pergaminie w języku greckim z XIII wieku. Służył do czytań liturgicznych.

## Opis rękopisu
Kodeks zawiera wybór lekcji z Ewangelii do czytań liturgicznych, na 199 pergaminowych kartach (27,9 cm na 22,3 cm). Lekcje pochodzą z Ewangelii Mateusza oraz Łukasza. Lekcje z Ewangelii Jana zaginęły. Stosuje noty muzyczne (neumy).
Tekst rękopisu pisany jest dwoma kolumnami na stronę, 23 linijek w kolumnie.

## Historia
Paleograficznie datowany jest na wiek XIII. Rękopis badał Johann Jakob Wettstein, Scholz, Paulin Martin.
Obecnie przechowywany jest we Francuskiej Bibliotece Narodowej (Gr. 280) w Paryżu.
Jest cytowany w naukowych wydaniach greckiego Novum Testamentum Graece Nestle-Alanda (UBS3). NA27 nie cytuje go.